# Правоплосская
Правоплосская — деревня в Устьянском районе Архангельской области.

## География
Находится в южной части Архангельской области на расстоянии приблизительно 57 км на север-северо-восток по прямой от административного центра района поселка Октябрьский на правом берегу реки Устья.

## История
В 1859 году здесь (деревня Плоская Вельского уезда Вологодской губернии) было учтено 20 дворов. Позднее деревня разделилась на левобережную и правобережную часть. До 2022 года входила в Плосское сельское поселение до его упразднения.

## Население
Численность населения: 152 человека (1859 год), 41 (русские 100 %) в 2002 году, 24 в 2010.